# Czechy na Letnich Igrzyskach Olimpijskich Młodzieży 2010
Czechy na Letnich Igrzyskach Olimpijskich Młodzieży 2010 w Singapurze reprezentowało 38 sportowców w 16 dyscyplinach.

## Skład kadry

### Boks
| Zawodnik    | Konkurencja                 | Wynik |
| ----------- | --------------------------- | ----- |
| Jakub Chval | Kategoria do 57 kg chłopców |       |

### Gimnastyka
| Zawodnik       | Konkurencja             | Wynik                  |
| -------------- | ----------------------- | ---------------------- |
| Petra Hedbávná | Wielobój indywidualnie  | 30. miejsce eliminacji |
| Petra Hedbávná | Skok przez konia        |                        |
| Petra Hedbávná | Ćwiczenia wolne         |                        |
| Petra Hedbávná | Ćwiczenia na poręczach  |                        |
| Petra Hedbávná | Ćwiczenia na równoważni |                        |

### Judo
| Zawodnik        | Konkurencja                 | Wynik |
| --------------- | --------------------------- | ----- |
| David Pulkrábek | Kategoria do 55 kg chłopców |       |

### Kajakarstwo
| Zawodnik          | Konkurencja         | Wynik |
| ----------------- | ------------------- | ----- |
| Jiří Prskavec     | K1 sprint chłopców  |       |
| Jiří Prskavec     | K1 slalom chłopców  |       |
| Pavlína Zástěrová | K1 sprint dziewcząt |       |
| Pavlína Zástěrová | K1 slalom dziewcząt |       |

### Kolarstwo
| Zawodnik                                                 | Konkurencja       | Wynik |
| -------------------------------------------------------- | ----------------- | ----- |
| Jakub Hladík Karolína Kalašová Matěj Lasák Daniel Veselý | Sztafeta mieszana |       |

### Koszykówka
| Zawodnik                                                             | Konkurencja       | Wynik |
| -------------------------------------------------------------------- | ----------------- | ----- |
| Radka Brhelová Gabriela Mervínská Michaela Vacková Michaela Vojtková | Turniej dziewcząt |       |

### Lekkoatletyka
| Zawodnik          | Konkurencja                          | Wynik |
| ----------------- | ------------------------------------ | ----- |
| Ondřej Honka      | Skok o tyczce chłopców               |       |
| Jaromír Mazgal    | Rzut dyskiem chłopców                |       |
| Jaromír Pumr      | Rzut młotem chłopców                 |       |
| Nikola Řehounková | Bieg na 400 m przez płotki dziewcząt |       |
| Václav Sedlák     | Bieg na 110 m przez płotki chłopców  |       |
| Jana Sotáková     | Bieg na 100 m przez płotki dziewcząt |       |
| Zdeněk Stromšík   | Bieg na 100 m chłopców               |       |

### Łucznictwo
| Zawodnik         | Konkurencja           | Wynik |
| ---------------- | --------------------- | ----- |
| František Hajduk | Indywidualnie chłopcy |       |

### Pięciobój nowoczesny
| Zawodnik      | Konkurencja              | Wynik |
| ------------- | ------------------------ | ----- |
| Martin Bilko  | Indywidualnie chłopcy    |       |
| Alice Lencová | Indywidualnie dziewczęta |       |

### Pływanie
| Zawodnik          | Konkurencja                        | Wynik |
| ----------------- | ---------------------------------- | ----- |
| Martina Elhenická | 100 m stylem grzbietowym dziewcząt |       |
| Martina Elhenická | 200 m stylem grzbietowym dziewcząt |       |
| Martina Elhenická | 200 m stylem zmiennym dziewcząt    |       |
| Ondřej Palatka    | 100 m stylem motylkowym chłopców   |       |
| Ondřej Palatka    | 100 m stylem grzbietowym chłopców  |       |
| Ondřej Palatka    | 200 m stylem grzbietowym chłopców  |       |
| Barbora Závadová  | 200 m stylem motylkowym dziewcząt  |       |
| Barbora Závadová  | 200 m stylem grzbietowym dziewcząt |       |
| Barbora Závadová  | 200 m stylem zmiennym dziewcząt    |       |

### Strzelectwo
| Zawodnik           | Konkurencja                     | Wynik |
| ------------------ | ------------------------------- | ----- |
| Jindřich Dubový    | Pistolet pneumatyczny chłopców  |       |
| Šárka Jonáková     | Pistolet pneumatyczny dziewcząt |       |
| Petr Plecháč       | Karabin pneumatyczny chłopców   |       |
| Gabriela Vognarová | Karabin pneumatyczny dziewcząt  |       |

### Szermierka
| Zawodnik              | Konkurencja | Wynik |
| --------------------- | ----------- | ----- |
| Alexander Choupenitch |             |       |
| Ondřej Novotný        |             |       |

### Tenis stołowy
| Zawodnik      | Konkurencja             | Wynik |
| ------------- | ----------------------- | ----- |
| Ondřej Bajger | Gra pojedyncza chłopców |       |

### Tenis ziemny
| Zawodnik         | Konkurencja              | Wynik |
| ---------------- | ------------------------ | ----- |
| Denisa Allertová | Gra pojedyncza dziewcząt |       |
| Denisa Allertová | Gra podwójna dziewcząt   |       |
| Jiří Veselý      | Gra pojedyncza chłopców  |       |
| Jiří Veselý      | Gra podwójna chłopców    |       |

### Triathlon
| Zawodnik    | Konkurencja           | Wynik      |
| ----------- | --------------------- | ---------- |
| Lukáš Kočař | Indywidualnie chłopcy | 6. miejsce |

### Wioślarstwo
| Zawodnik              | Konkurencja       | Wynik |
| --------------------- | ----------------- | ----- |
| Kristýna Fleissnerová | Jedynki dziewcząt |       |
| Martin Slavík         | Jedynki chłopców  |       |